# Дизайн человека
«Дизайн человека» (англ. Human Design) — псевдонаучная система, созданная Аланом Краковером (англ. Alan Krakower), сочетающая в себе элементы из астрологии, Книги Перемен (И цзин), каббалы и концепции чакр.
Краковер и его последователи в контексте своей нью-эйдж-системы оперируют понятиями из квантовой физики («нейтрино»), генетики и психологии.

## Общие сведения
«Дизайн человека» был создан Аланом Робертом Краковером, который в 1992 году опубликовал книгу «Система дизайна человека» (англ. The Human Design System) под псевдонимом «Ра Уру Ху». Краковер утверждал, что он разработал систему «Дизайн человека» после мистического опыта в 1987 году.
«Дизайн человека» определяет характер человека, основываясь на времени и месте рождения. Он претендует на то, чтобы быть методом самосовершенствования, который не имеет никакой религиозной составляющей. Его называют «новой астрологией».
В «Дизайне человека» планеты отображаются в виде гороскопа, который называется «bodygraph» (с англ. — «график тела»; транслитерация, широко используемая в среде русскоязычных последователей — «бодиграф»; также используются такие термины, как «карта дизайна человека», «рейв-карта», «персональная карта жизненного предназначения» или «персональная карта жизненного пути»). Бодиграф показывает 64 гексаграммы Книги Перемен в разных местах тела. Иногда он показан внутри мандалы, наложенной на 12 знаков зодиака. Также «Дизайн человека» даёт рекомендации по режиму питания. Кроме того, он призван облегчить доступ к так называемому «телесному разуму» (англ. bodily intelligence).

## Оценки
По мнению культуролога Маргарет Кинг, ценность дизайна человека никак не связана с его истинностью: людям психологически важно получить любого рода уверенность в своих сильных и слабых сторонах, и это способствует дальнейшему самопознанию.